# Sonia Toumia
Sonia Toumia, née le 2 juin 1976, est une femme politique tunisienne, membre de l'assemblée constituante élue le 23 octobre 2011.
Représentante du parti islamiste Ennahdha dans la circonscription de Monastir, elle se fait connaître par ses interventions lors des séances plénières.

## Biographie
Diplômée de l'Institut de presse et des sciences de l'information, elle est fonctionnaire au ministère de l'Agriculture durant dix ans, écrit des articles pour le journal L'Agriculteur et couvre des conférences de presse.
Elle fait partie du Rassemblement constitutionnel démocratique en tant que chargée de communication à Tunis en 2009. Après la révolution de 2011, elle rallie Ennahdha et fait partie de la liste des candidats du mouvement dans la circonscription de Monastir.
Elle est élue lors de l'élection du 23 octobre 2011 puis devient connue grâce à ses interventions, notamment sa proposition de créer un club où les martyrs pourraient se rencontrer, sa réponse à Manuel Valls et sa proposition de rendre Facebook payant.
Le 8 août 2014, elle annonce avoir été écartée des listes législatives d’Ennahdha pour les élections législatives, estimant « que son seul tort c’est sa franchise, son courage et d’avoir laissé son empreinte à l’Assemblée nationale constituante » ; elle présente à cette occasion des excuses au peuple et aux électeurs tunisiens.

## Vie privée
Elle est mariée et mère de trois filles.